# Fructose-6-fosfaat
Fructose-6-fosfaat is een ester van fosforzuur en fructose. Het is een belangrijke metaboliet bij veel stofwisselingsprocessen.
Fructose-6-fosfaat is het belangrijkste bij de glycolyse en gluconeogenese en daarmee ook in de alcoholische gisting. Ook bij de fotosynthese bij planten speelt fructose-6-fosfaat een rol in de Calvincyclus. Ten slotte is fructose-6-fosfaat in planten nodig bij de biosynthese van sacharose.
Er zijn twee belangrijke derivaten, een tussenproduct en een regulator in de glycolyse:
- Fructose-1,6-difosfaat (Frc-1,6-BP), het product van fosfofructokinase 1 (PFK 1), tegelijkertijd substraat van het aldolase;
- Fructose-2,6-difosfaat (Frc-2,6-BP), het product van fosfofructokinase 2 (PFK 2), tegelijkertijd een belangrijke activator van PFK 1.

Fructose-6-fosfaat (F6P) is een intermediair van de glycolyse dat gevormd wordt na de isomerisatiereactie van Glucose-6-fosfaat (G6P) door het enzym fosfogluco-isomorase (PGI). Fructose-6-fosfaat wordt in de volgende stap van de glycolyse omgezet in fructose-(1,6)-bisfosfaat door fosfofructokinase (PFK), daarna in 1 molecule glyceraldehyde-3-fosfaat (GAP) en een molecuul dehydroxyaceton-3-fosfaat (DHAP) door aldolase.